# スピシスカー・ノヴァー・ヴェス - レヴォチャ線
スピシスカー・ノヴァー・ヴェス - レヴォチャ線（スロバキア語: Železničná trať Spišská Nová Ves – Levoča）は、スロバキア国鉄の鉄道線の名称である。路線番号は186。
1892年に開業した。臨時列車のみ列車が運行され、通常は運行されていない。

## 運行形態
- ノヴァー・ヴェス - レヴォチャ　【年2日運行】
年に2日、7月の第一土曜日と、その翌日の日曜日のみ、一日7往復の運行。ノンストップ便のみ運行している。
2021年度に限り、快速「レギオナルエクスプレス(REX)」として、夏季の土曜日全般で一日8往復運行していた。

## 駅一覧
以下では、スロバキア国鉄186号線の駅と営業キロ、停車列車、接続路線などを一覧表で示す。
| 路線名 | 駅名                               | 駅間営業キロ | 累計営業キロ | 接続路線 | 所在地     | 所在地                           |
| ------ | ---------------------------------- | ------------ | ------------ | -------- | ---------- | -------------------------------- |
| 186    | スピシスカー・ノヴァー・ヴェス駅   | -            | 0.0          | 180号線  | コシツェ県 | スピシスカー・ノヴァー・ヴェス郡 |
| 186    | ハリホヴツェ駅（休止中）           |              | (5.3)        |          | コシツェ県 | スピシスカー・ノヴァー・ヴェス郡 |
| 186    | レヴォチスケー・ルーキ駅（休止中） |              | (8.3)        |          | コシツェ県 | レヴォチャ郡                     |
| 186    | レヴォチャ駅                       | 12.7         | 12.7         |          | コシツェ県 | レヴォチャ郡                     |